# Ormont-Dessus
Ormont-Dessus é uma comuna da Suíça, no Cantão Vaud, com cerca de 1.417 habitantes. Estende-se por uma área de 61,44 km², de densidade populacional de 23 hab/km². Confina com as seguintes comunas: Bex, Château-d'Oex, Conthey (VS), Gryon, Gsteig bei Gstaad (BE), Ollon, Ormont-Dessous, Savièse (VS). 
A língua oficial nesta comuna é o Francês.